# Jacutinga (Ivaiporã)
Jacutinga é um distrito do município brasileiro de Ivaiporã, no estado do Paraná.